# Prima medaglia di Lionello d'Este

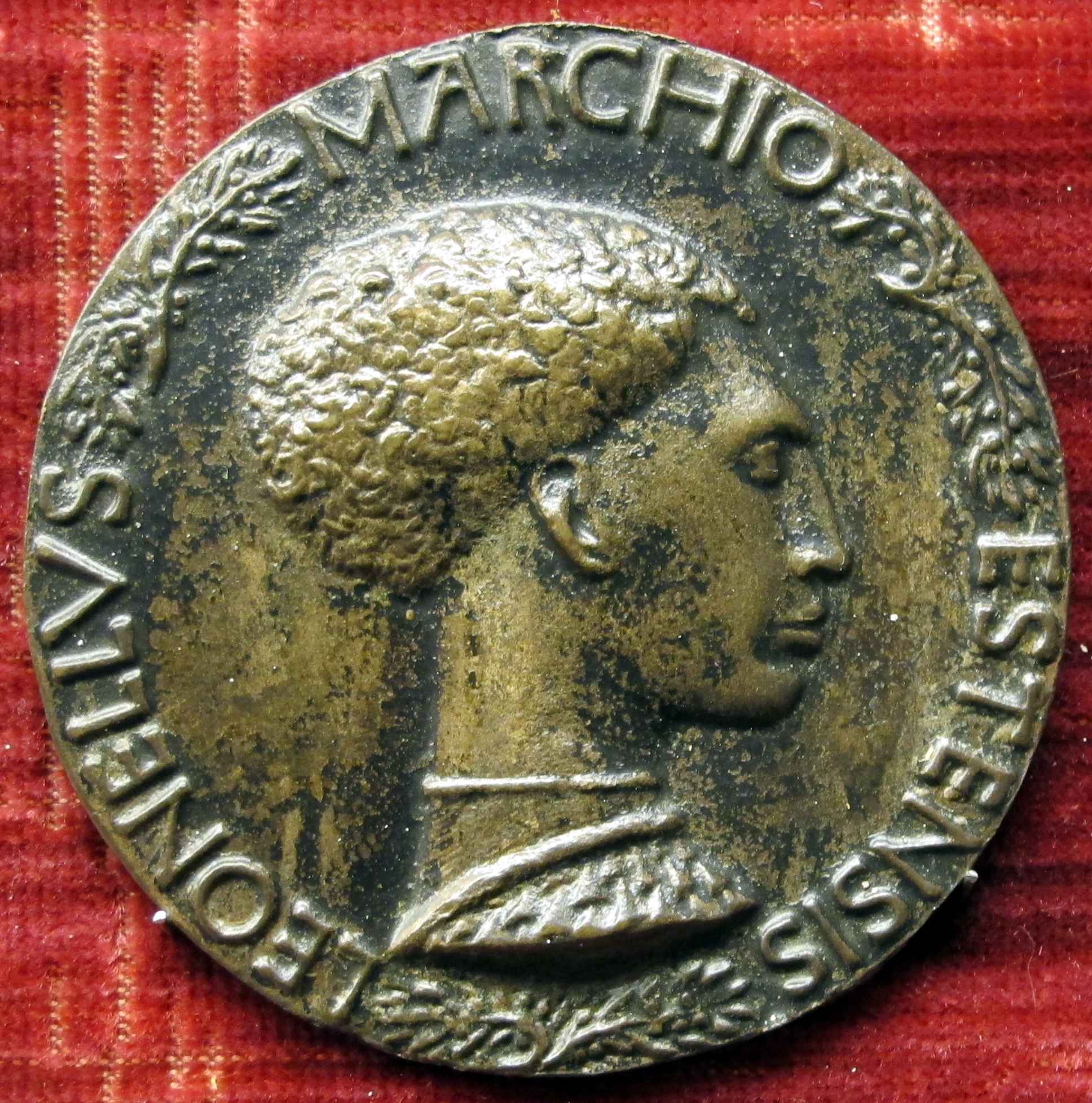
Prima medaglia di Lionello d'Este, recto

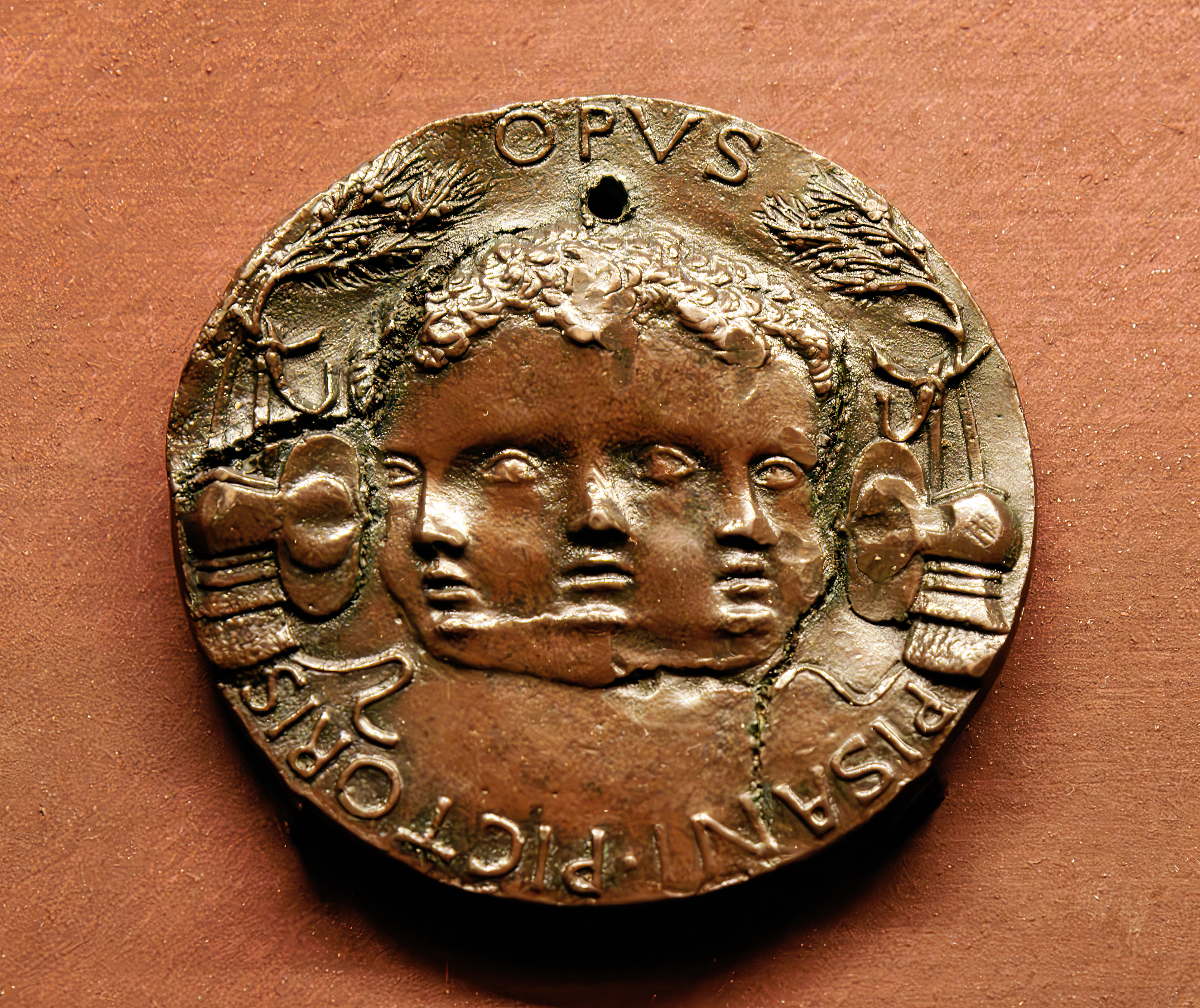
Prima medaglia di Lionello d'Este, verso

La prima medaglia di Lionello d'Este fu realizzata in bronzo dall'artista italiano Pisanello verso il 1441-1443 e misura 6,5 cm di diametro. 

## Storia
Dopo aver coniato la celebre medaglia di Giovanni VIII Paleologo (1438), ristabilendo la tradizione di effigiare personaggi viventi come nelle monete dell'Impero Romano, Pisanello divenne molto richiesto dalle corti italiane, creando una ventina di medaglie. 
A Ferrara fu al servizio degli Este dal 1441 al 1444. Nel suo anno di arrivo fu al centro di una competizione artistica, secondo la testimonianza del poeta Ulisse degli Aleotti, con il pittore veneziano Jacopo Bellini. Entrambi dipinsero, su sollecitazione di Niccolò III d'Este, un ritratto di suo figlio Lionello. Ne uscì vincitore il Bellini, ma Pisanello restò comunque molto apprezzato a corte, tanto che Lionello gli commissionò ben sei medaglie. Il ritratto sul recto deriva sempre dal ritratto su tavola di Pisanello, mentre sul verso sono rappresentati numerosi motivi simbolici e araldici.  
La prima medaglia, l'unica con l'effigie girata a destra, ebbe una particolare diffusione e se ne conoscono oggi diverse copie, tra cui al Museo del Bargello di Firenze, al Cabinet des Medailles di Parigi o alla National Gallery di Washington. Nel 1443 il pittore Giovanni Badile la riprodusse in un affresco in Santa Maria della Scala a Verona, stabilendo un importante termine ante quem.

## Descrizione
L'opera, dai chiari intenti celebrativi, è virtuosamente esente da una retorica troppo artificiosa, riuscendo a sottolineare l'autorità del personaggio con un misurato ricorso ad elementi decorativi.
Sul recto è effigiato di profilo Lionello d'Este in forma di busto girato a destra, con il tipico taglio di capelli senza basette e con una postura ben eretta, quale segno di nobiltà. Vi si legge l'iscrizione LEONELLVS MARCHIO ESTENSIS ("Leonello marchese d'Este"), con rami d'ulivo che separano le parole.
Sul verso si vede un fanciullo trifronte e sul bordo la scritta OPVS PISANI PICTORIS ("opera del pittore Pisan[ell]o"), tra spighe di grano ed elementi d'armatura.